# Beatles-Platz
Koordinaten: 53° 32′ 59,4″ N, 9° 57′ 26,3″ O

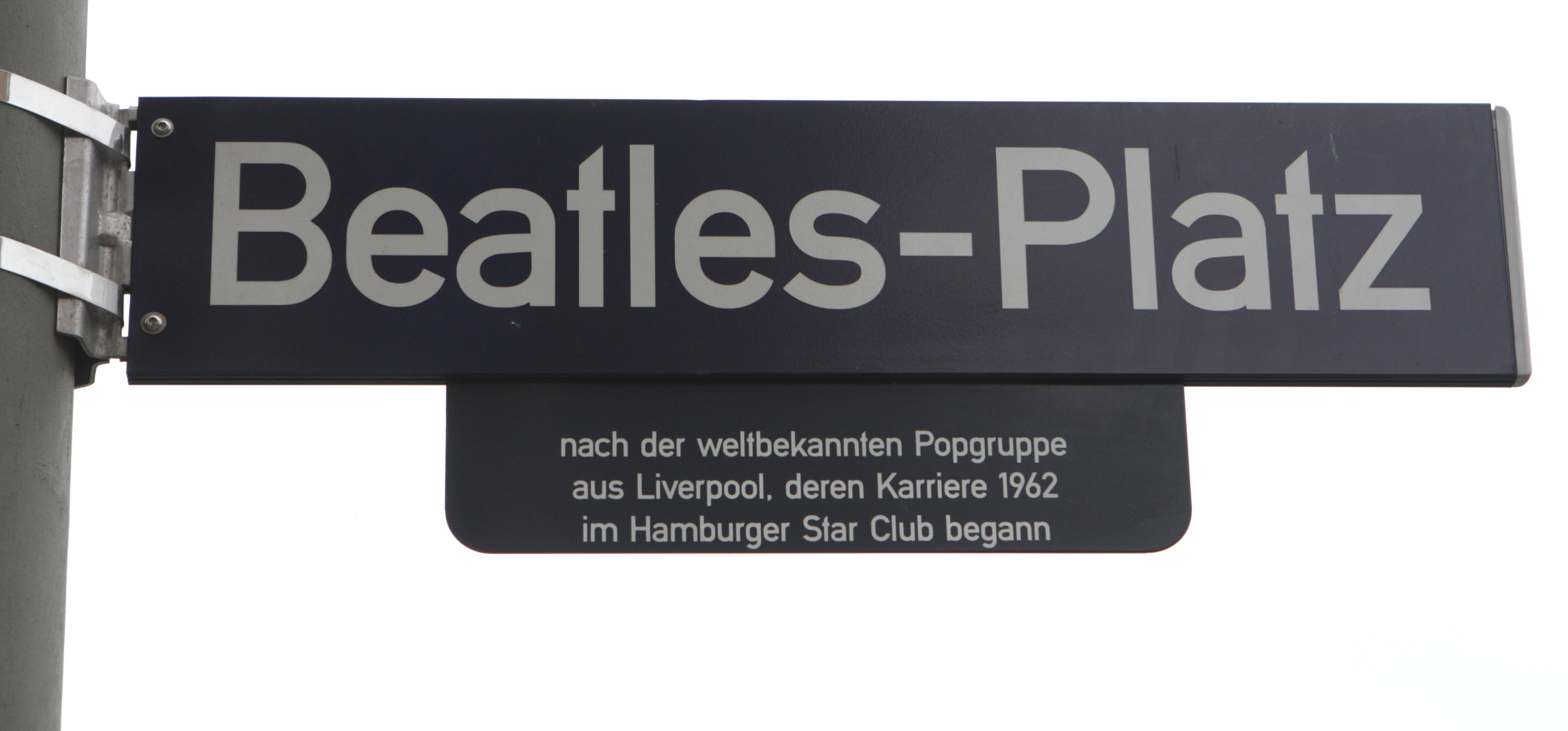
Beatles-Platz

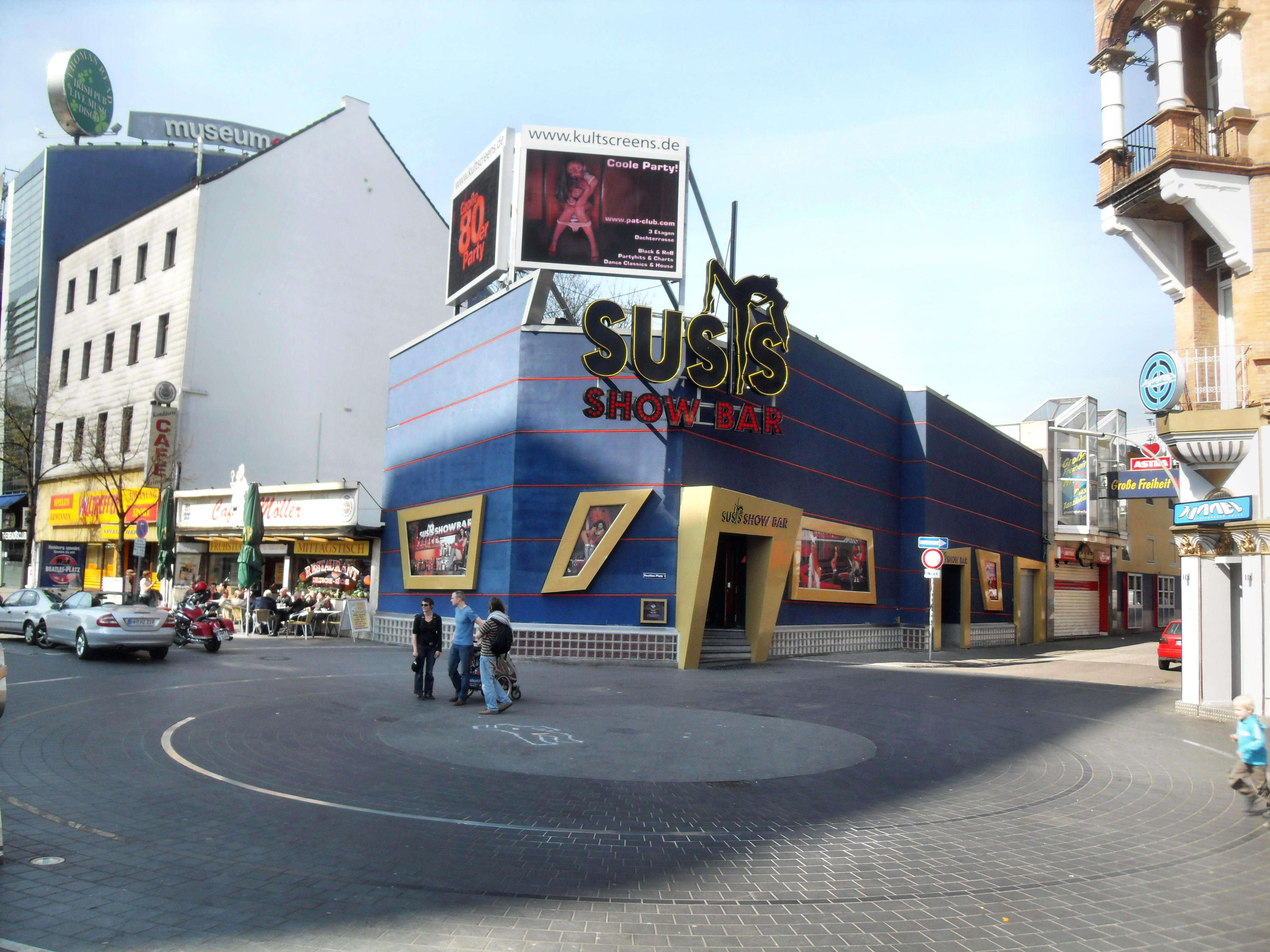
Der Beatles-Platz an der Einmündung zur Großen Freiheit

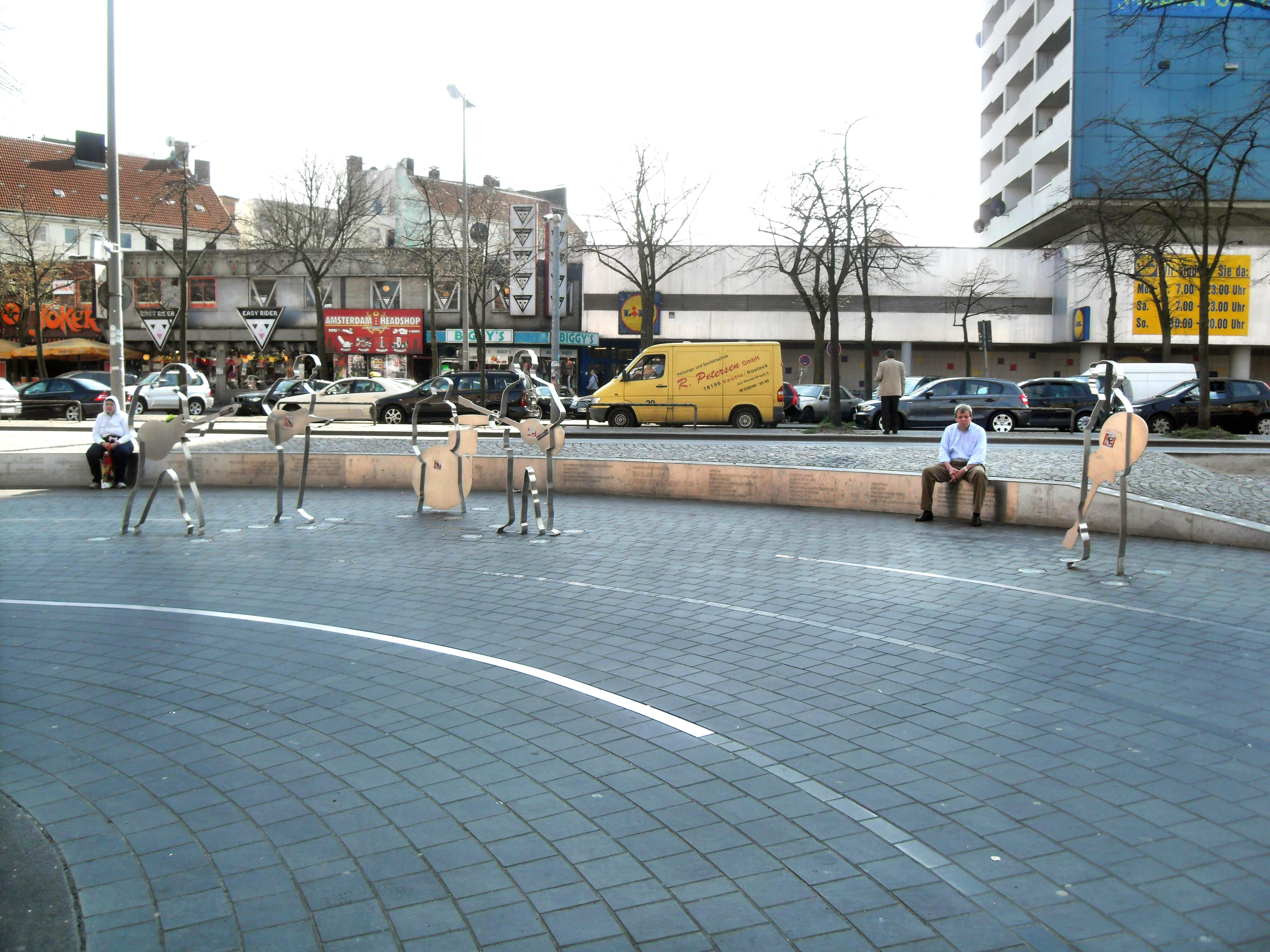
Die fünf Figuren auf dem Beatles-Platz

Der Beatles-Platz ist ein Platz in Hamburg-St. Pauli an der Einmündung der Großen Freiheit in die Reeperbahn, rund mit einem Durchmesser von 29 Metern, der optisch an eine Vinyl-Schallplatte erinnert. 
Am Rand des Platzes stehen Silhouetten-Skulpturen der fünf Beatles-Musiker. auch Stuart Sutcliffe, dessen Skulptur etwas abseits von den restlichen vier positioniert wurde. Die Figur des Schlagzeugers lässt offen, ob es sich um den späteren, bekannten Beatles-Schlagzeuger Ringo Starr oder den während des Großteils der Hamburger Zeit der Band aktiven Pete Best handelt.
Dieser Platz soll an die Bedeutung Hamburgs in der Geschichte der Beatles erinnern, wo der Grundstein zu ihrer Weltkarriere gelegt wurde. Der Entwurf stammt von den Architekten Dohse & Stich und hat in einer öffentlichen Ausschreibung den Zuschlag vor einer Reihe anderer Mitbewerber bekommen. Die Kosten des Projektes betrugen über 500.000 Euro und wurden zu gleichen Teilen durch Spenden, Sponsoren und die Stadt Hamburg aufgebracht. 
Initiator des Projektes war der Hamburger Radiosender Oldie 95. Auf Betreiben des Senders ist im Mai 2005 die IG Beat City entstanden, die den Beatles-Platz als Auftakt weiterer Projekte betrachtet, die die Erinnerung an die Beatles im Stadtbild Hamburgs zum Ziel haben.  
Nachdem Hamburgs Erster Bürgermeister Ole von Beust und die Kultursenatorin Karin von Welck die offizielle Zustimmung des Senats zur Umsetzung des Konzepts ausgesprochen haben, begannen die Bauarbeiten. Der ursprüngliche Plan sah einen Baubeginn Ende 2005/Anfang 2006, Kosten von 100.000 Euro und eine Fertigstellung im Mai 2006, rechtzeitig zur Fußball-Weltmeisterschaft, vor.
Am 29. Mai 2008 um 13:00 Uhr wurde die Bauphase mit dem symbolischen ersten Spatenstich gestartet, den die Initiatoren Stephan Heller (Oldie 95), Uriz von Oertzen (Hi-Life Entertainment), Frank Otto, Karin von Welck (Kultursenatorin), Markus Schreiber (damals Bezirksamtsleiter Hamburg-Mitte) und Jörn Walter (Oberbaudirektor) vornahmen.
Die Bauarbeiten waren auf ungefähr drei Monate angelegt, sodass die Eröffnung am 11. September 2008 durch den Ersten Bürgermeister der Stadt stattfinden konnte. Das Beatles-Denkmal besteht aus Metallfiguren der Bandmitglieder sowie im Boden eingelassenen Gravuren von Titeln erfolgreicher Lieder der Beatles. 
Die Gravuren wiesen mehrere Schreibfehler auf, die vor der Eröffnung aus Zeitgründen nicht mehr korrigiert werden konnten. Mittlerweile wurden die drei fehlerhaften Tafeln ausgetauscht.
Von 2009 bis 2012 befand sich mit Beatlemania Hamburg ein den Beatles gewidmetes Museum mit Ausstellung in unmittelbarer Nähe des Platzes.